# Naja philippinensis
La cobra filipina (Naja philippinensis) es una especie de serpiente del género Naja, de la familia Elapidae.

## Hallazgo y distribución
La serpiente fue descrita por primera vez por el herpetólogo estadounidense, Edward Harrison Taylor, en el año 1922, y es endémica de Filipinas encontrándose en las islas de Luzón, Mindoro, Catanduanes y Masbate y aunque pendiente de verificación podría haber ejemplares en las islas Calamianes y en la isla de Palawan.

## Hábitat y características
Se trata de una especie de serpiente venenosa y de comportamiento agresivo que habita en la jungla densa y en campos abiertos; es una cobra que puede llegar a medir hasta 2 metros y que se alimenta de ranas, lagartijas, pájaros y pequeños mamíferos.
Su veneno puede matar a un ser humano en 30 minutos. 